# باشگاه اجتماعی

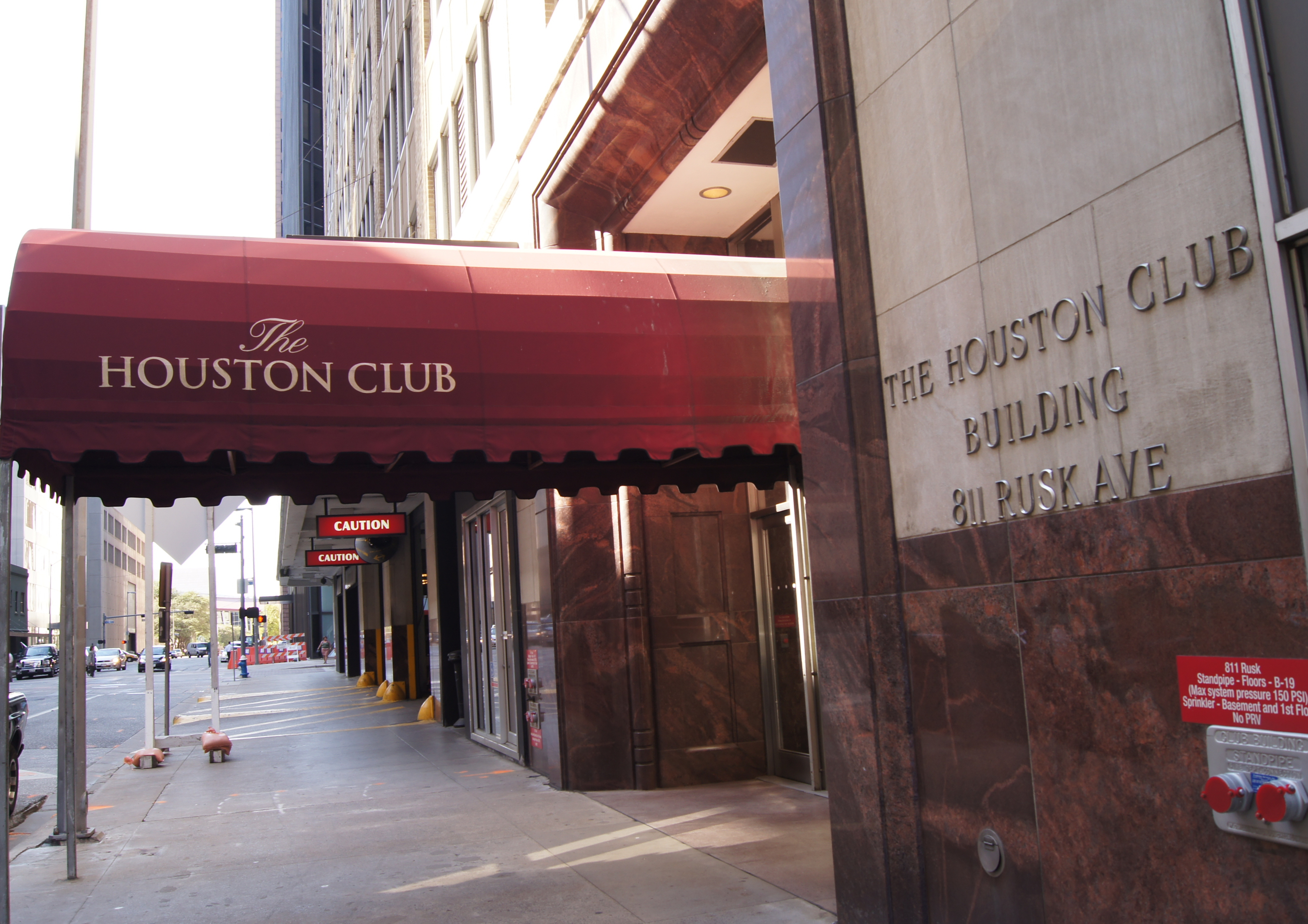
باشگاه هیوستون، یک باشگاه اجتماعی خصوصی در ایالات متحده آمریکا.

باشگاه اجتماعی (انگلیسی: Social club) می‌تواند به گرد هم جمع شدن افراد یا مکانی که آنها همدیگر را ملاقات می‌کنند گفته شود که حول یک دلبستگی، حرفه یا فعالیت دور هم گرد می‌آیند. به عنوان نمونه می‌توان از باشگاه مناظره کتاب، باشگاه شطرنج، باشگاه ورزشی تفریحی، باشگاه پایان تحصیل، باشگاه ماهیگیری، باشگاه بازی،باشگاه تاب آوری، باشگاه مردانه (در ایالات متحده آمریکا به باشگاه اعضای خصوصی معروف است)، باشگاه شکار، باشگاه افسران نظامی، باشگاه سیاسی، باشگاه مذهبی (همچون کوینونیا)، باشگاه علمی و باشگاه دانشجویی نام برد. این اصطلاح را هم چنین می‌توان برای اشاره به مقر اوباش همچون باشگاه اجتماعی راونیت (Ravenite) یا کیج (Cage) استفاده کرد.
باشگاه‌های اجتماعی به عنوان مکان‌ها و گروه‌هایی شناخته می‌شوند که افراد با علایق، مشاغل یا فعالیت‌های مشترک در آنجا گرد هم می‌آیند.این باشگاه‌ها می‌توانند در اشکال و اهداف مختلفی وجود داشته باشند و از شبکه‌های تفریحی تا گروه‌های حرفه‌ای را شامل شوند.باشگاه برگردان پذیرفته شده واژه انگلیسی کلوب است که معمولا به انجمن هایی با اعضا همیار و همسو برای پیشبرد هدف‌ها و خواستهای مشترک، یا برای همیاری و بهسازی شرایط زندگی شخصی و حرفه ای، یا دستیازی به امتیازات برای هموندان باشگاه، در مکانی به همین نام، گرد هم می آیند.